# Charops (Archon)
Charops (griechisch Χάροψ Chárops), der Sohn des Aischylos, wurde laut antiker Überlieferung zum ersten Archon mit zehnjähriger Amtszeit in Athen gewählt. Er folgte auf seinen Bruder Alkmaion, der noch Archon auf Lebenszeit war. Nach Dionysios von Halikarnassos wurde in seinem ersten Jahr die Stadt Rom gegründet. Dies soll im ersten Jahr der siebten Olympiade geschehen sein, also 752/51 v. Chr., als Daikles bei den Olympischen Spielen siegte. Seine Amtszeit wird von 754/53 v. Chr. bis 744/43 v. Chr. angesetzt.
Nach Charops wurde sein Bruder Aisimides zum nächsten Archon mit zehnjähriger Amtszeit gewählt.